# 蔷薇小光壳炱
蔷薇小光壳炱（学名：Asteridiella rosae）是属于小煤炱目小煤炱科小光壳炱属的一种真菌，寄生在蔷薇属植物上。该种分布于中国。